# Cimitero comunale di Condera
(Dalla poesia Cimitero di Geppo Tedeschi, incisa su lapide all'ingresso del camposanto)
Il cimitero comunale di Condera si estende sul colle di Condera, quartiere della parte alta di Reggio Calabria ed è costituito da due distinti blocchi costruiti in diversa epoca. Gli ingressi principali si aprono sulla via Reggio Campi II tronco e rappresenta il camposanto più grande tra i ventitré presenti in città inoltre risulta il più importante dal punto di vista storico e architettonico ospitando alcune cappelle e monumenti funerari monumentali. Oltre alle inumazioni nei campi, vi sono colombari, ossari, cinerari, tombe di famiglia e due grandi sacrari dedicati alle vittime del terremoto del 1908 e ai Caduti di tutte le guerre. Nella parte nuova della struttura è stata predisposta una zona per la sepoltura delle salme delle comunità di fede islamica.

## Storia

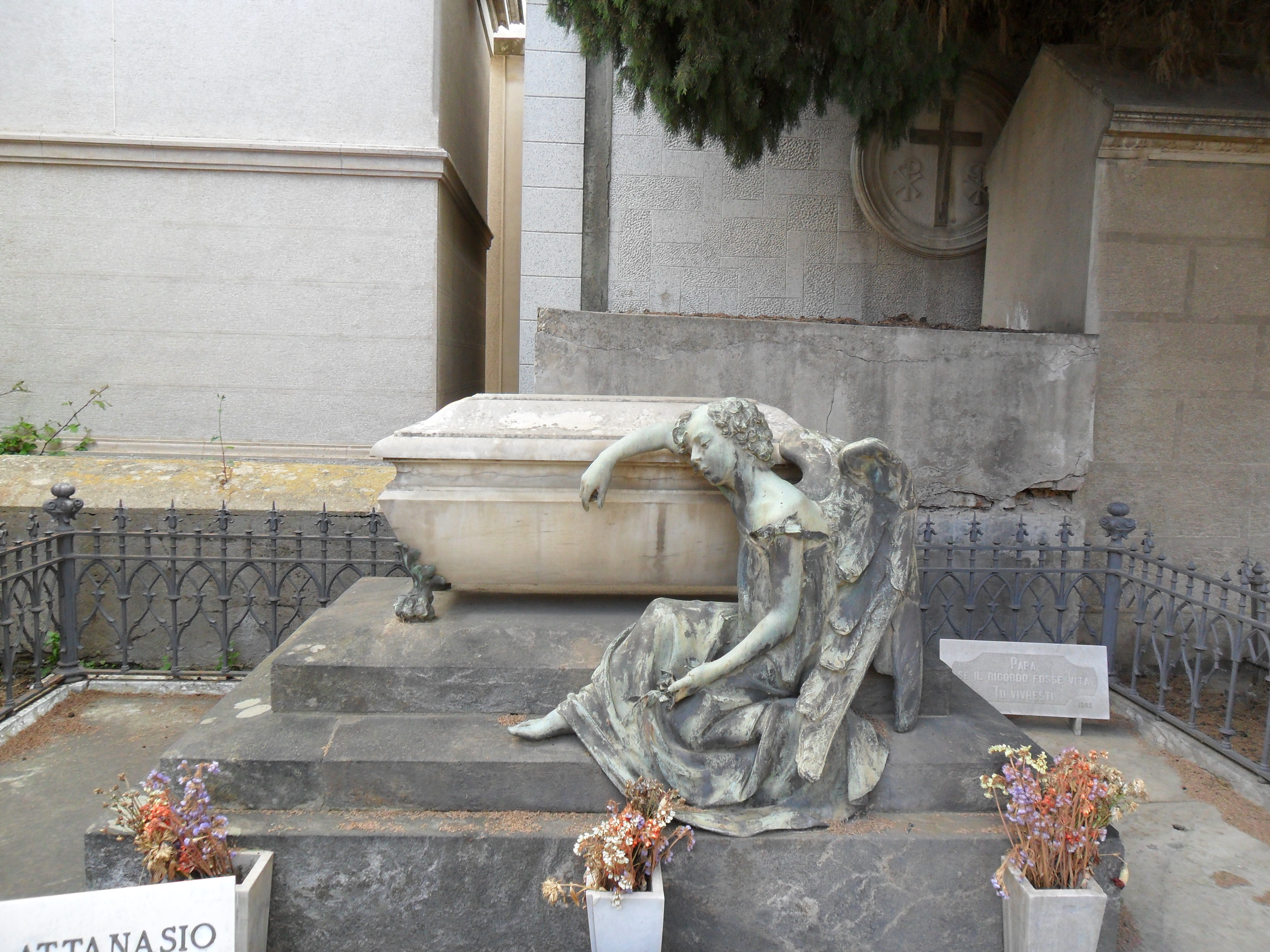
monumento funerario

La costruzione del monumentale cimitero comunale risale al 1783, anno in cui la città subì le conseguenze di un catastrofico terremoto che la rase al suolo, e fu edificato in un luogo allora lontano dall'abitato. I primi morti che lì ebbero sepoltura furono oltre duemila delle più numerose vittime che il sisma provocò, alle quali, successivamente, si aggiunsero quelle conseguenti al sisma del 1908, la maggior parte delle quali sono custodite in un grande sacrario. Ulteriormente ingrandito nel corso degli anni, fino ad inglobare tutti i territori ad esso adiacenti, la parte antica copre un'area complessiva di circa 78.000 m² e conserva monumenti di pregevole fattura, posti sulle tombe e nelle cappelle di stile liberty, gotico e neoclassico di importanti famiglie reggine. Negli anni '90 del secolo scorso si è dato avvio al suo allargamento e alla costruzione di una nuova area cimiteriale posta sul lato opposto della via Reggio Campi, separata dal vecchio camposanto, dall'aspetto moderno e con ingresso autonomo.

## Personalità sepolte

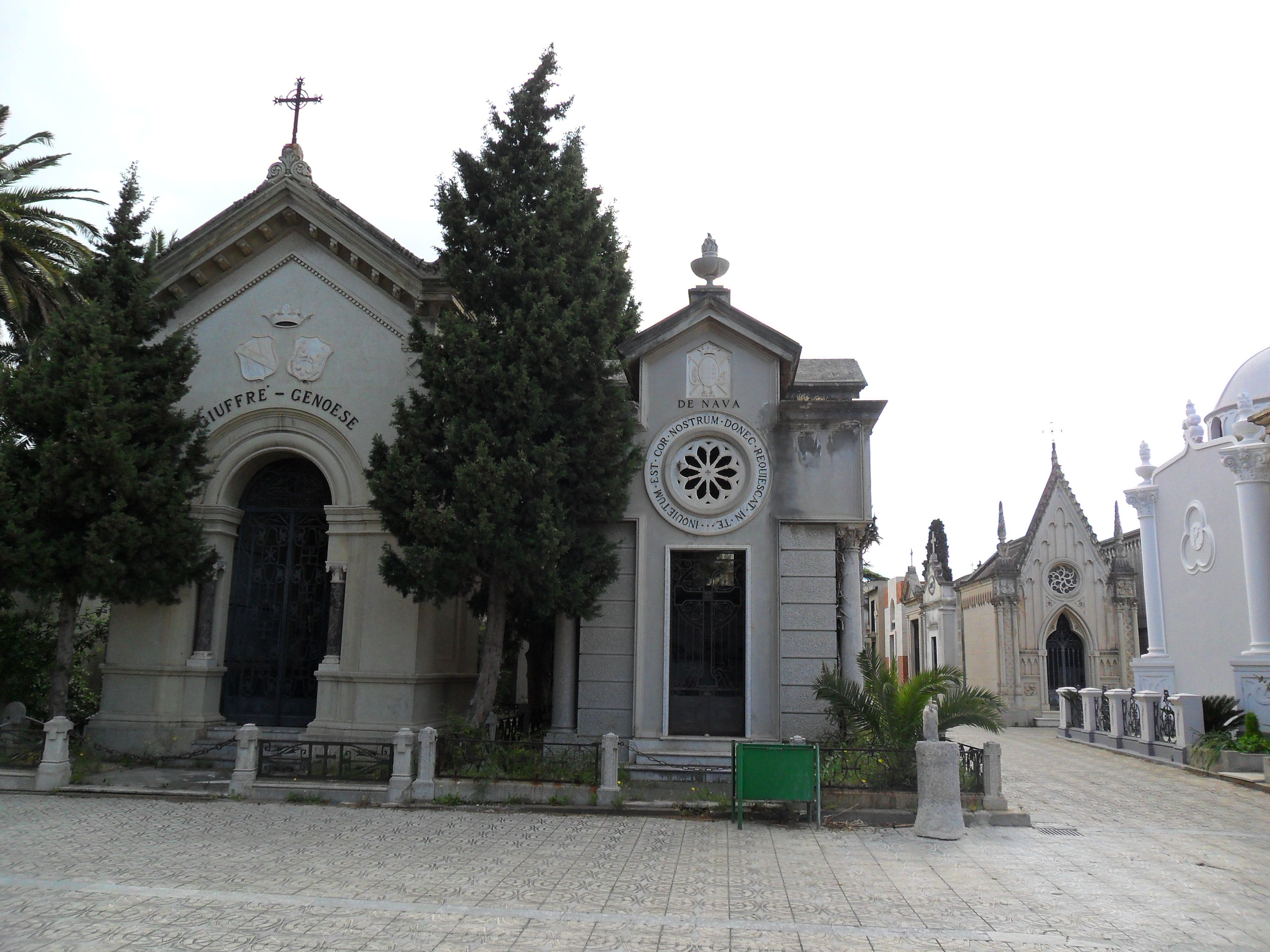
cappella Famiglia De Nava

Nel cimitero di Condera riposano le salme di numerose personalità di rilievo locale e nazionale, tra esse ricordiamo:
- Biagio Camagna, avvocato, politico e pubblicista italiano
- Pietro de Nava, ingegnere di nobile famiglia che ha redatto il Piano di ricostruzione della città post terremoto 1908
- Italo Falcomatà, docente universitario, scrittore, storico e sindaco della città
- Tommaso Gulli, militare italiano, decorato della medaglia d'oro al valor militare
- Domenico Genoese Zerbi, ingegnere di nobile famiglia e artefice della ricostruzione della città post terremoto 1908
- Pietro Larizza, medico e storico[4]
- Demetrio Mauro, industriale del caffè
- Enzo Misefari, storico e sindacalista
- Ottavio Misefari, calciatore ed allenatore della Reggina
- Tenente Antonio Panella, ufficiale del 94º Reggimento fanteria "Messina" morto in combattimento durante la prima guerra mondiale e medaglia d'oro al valor militare
- Agostino Plutino, senatore del Regno d'Italia nella XV legislatura
- Diego Vitrioli, poeta e latinista
- Pasquale De Filippo Giornalista e scrittore

## Galleria d'immagini

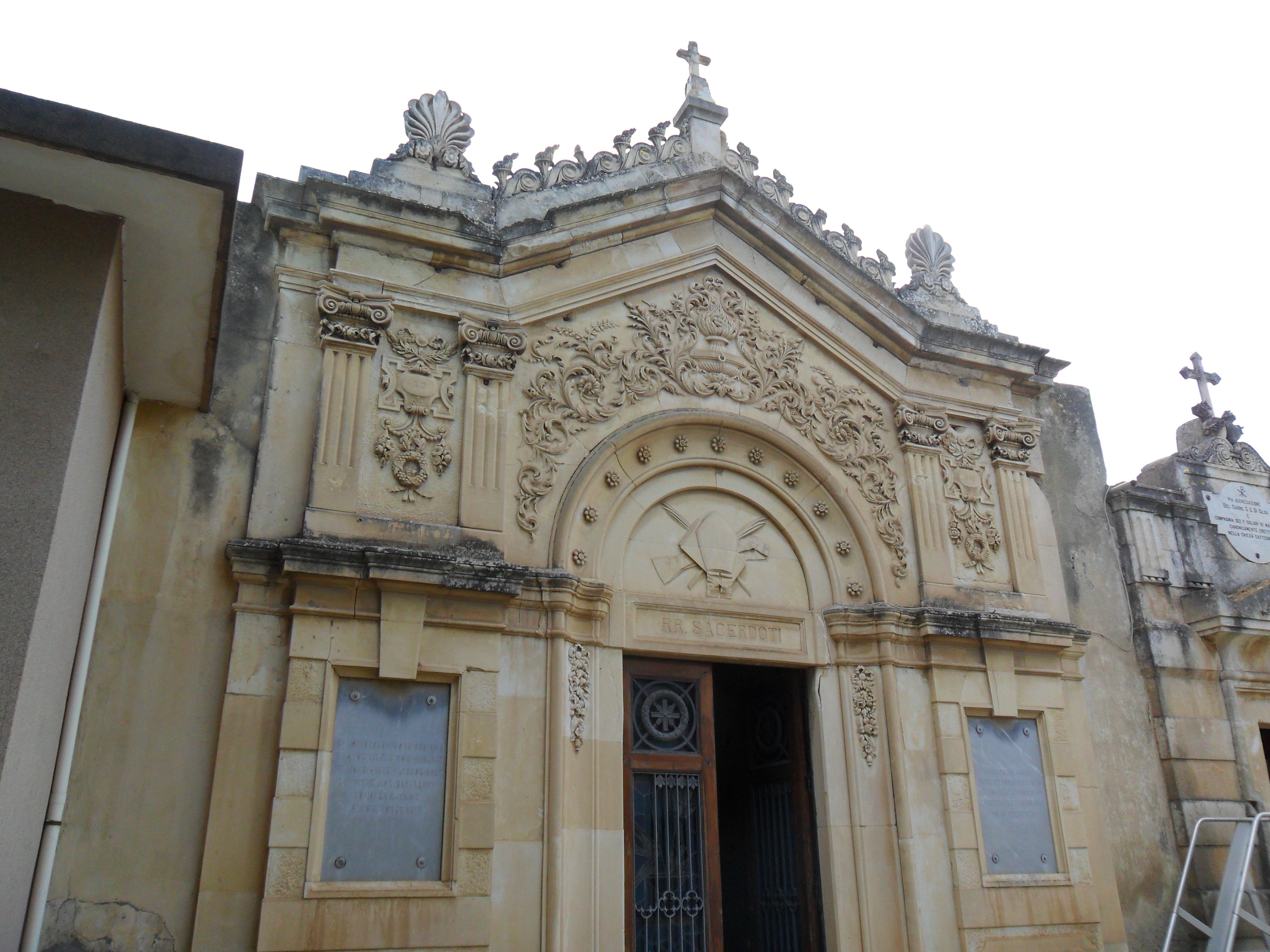
Cappella Sacerdoti
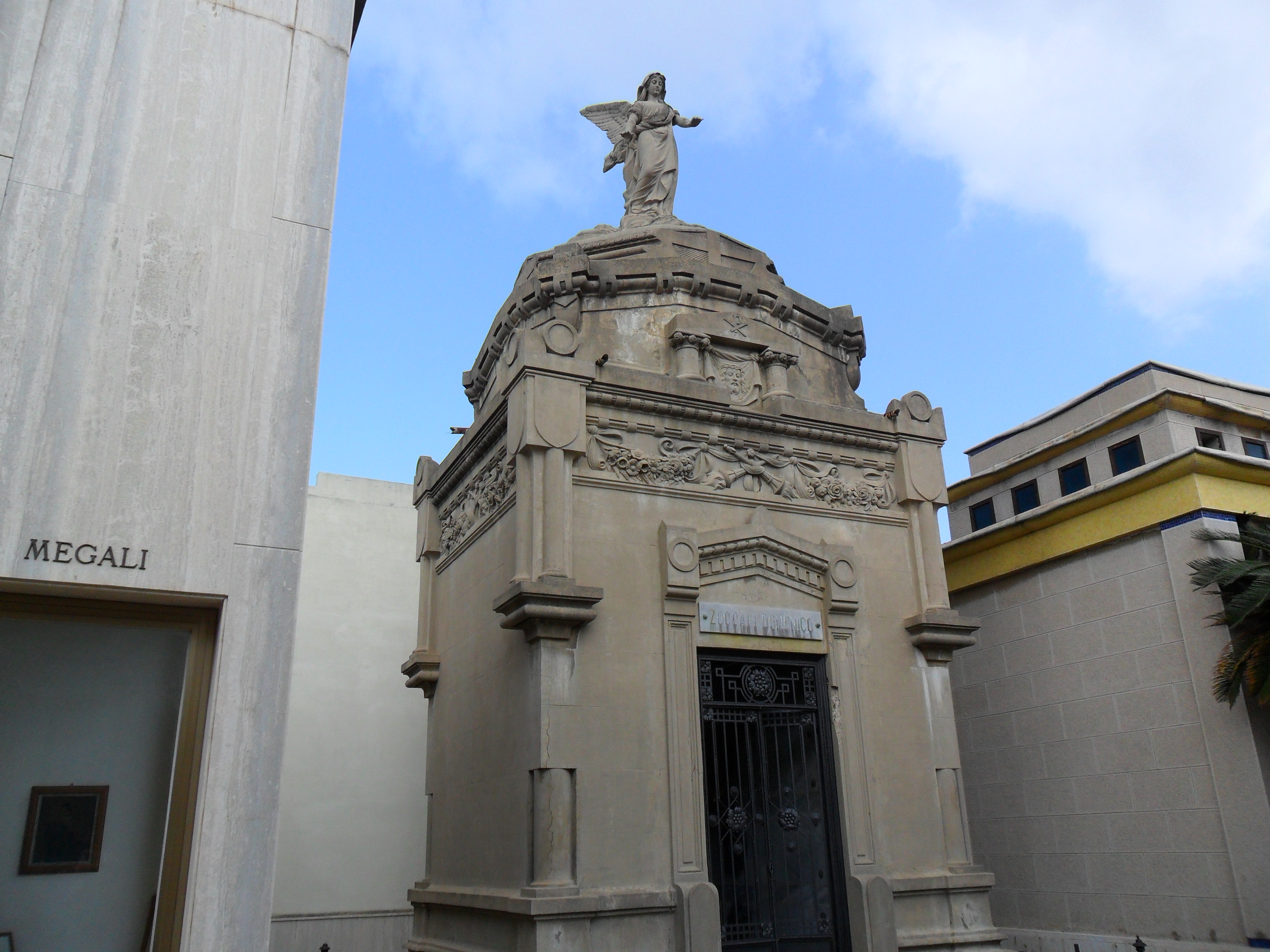
Cappella Zoccali
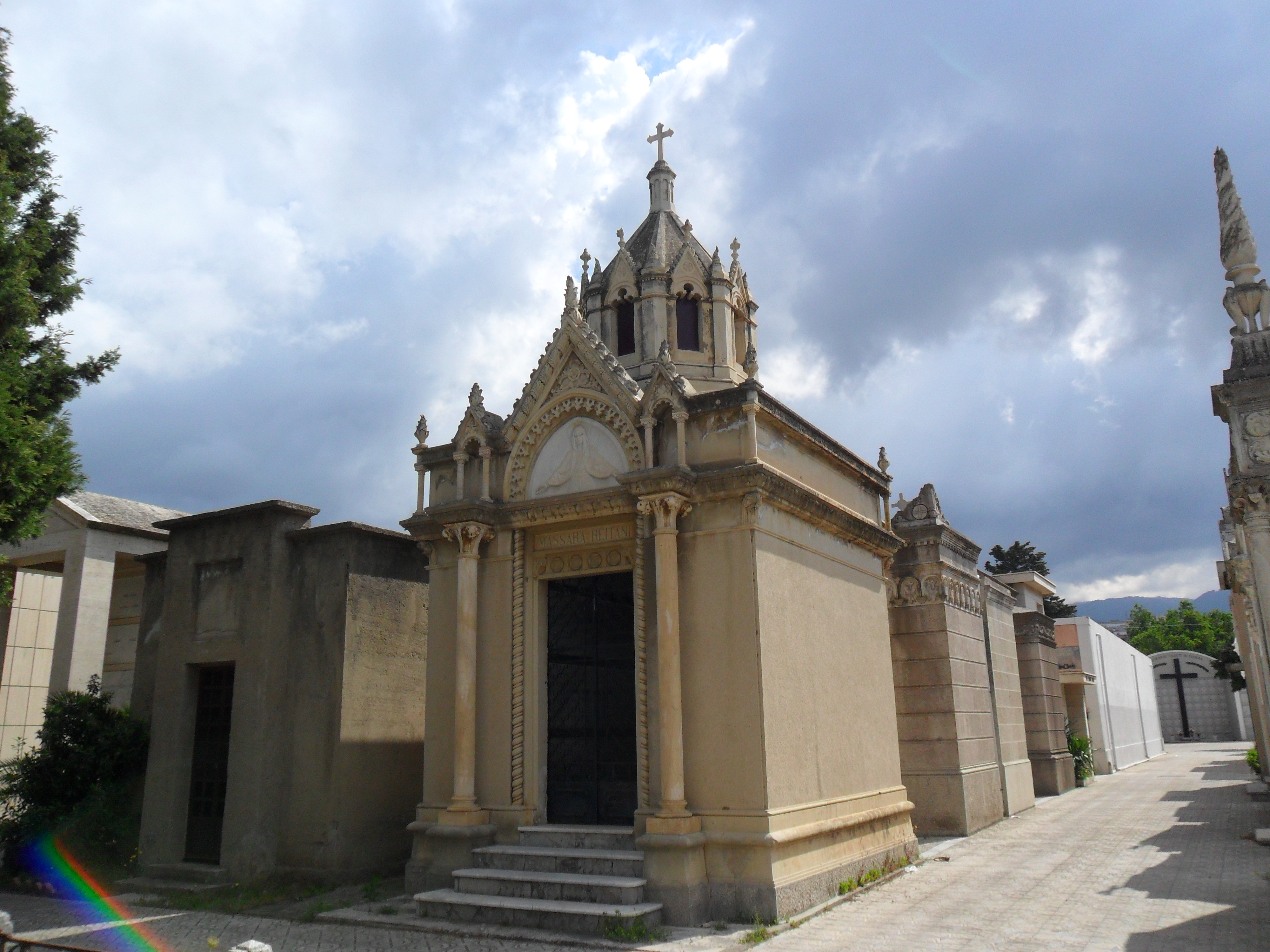
Cappella Massara-Reitani
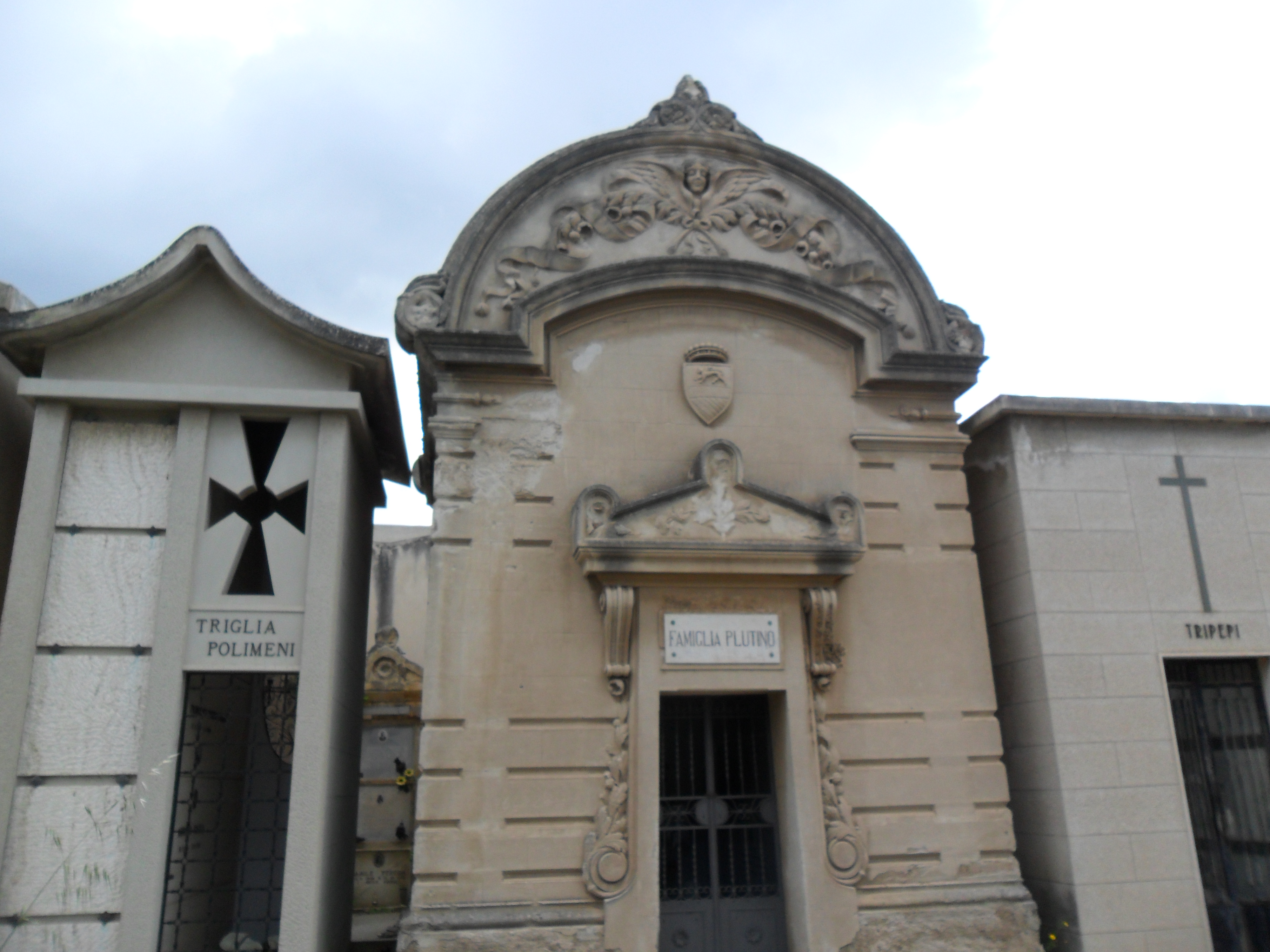
Cappella Plutino
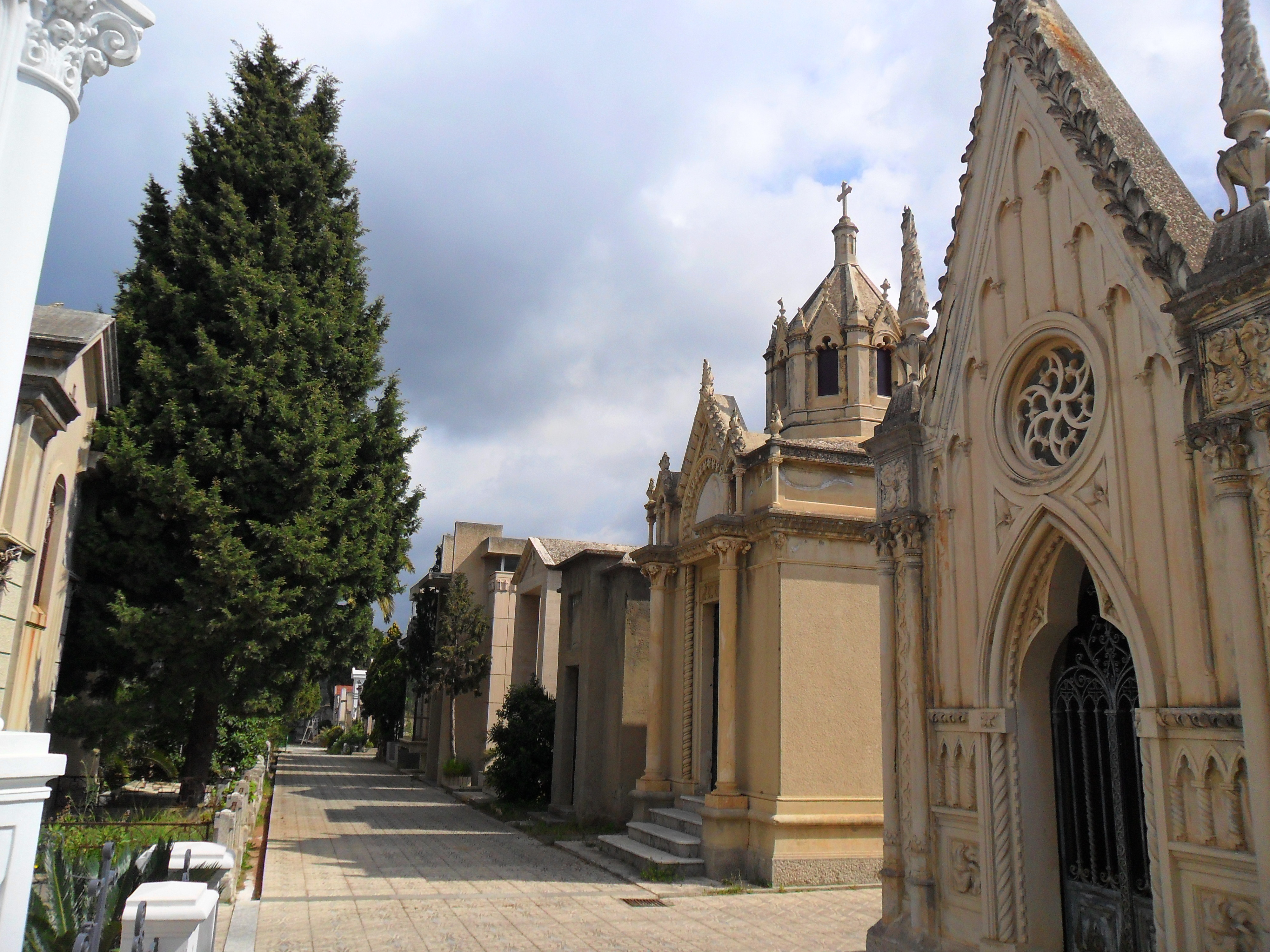
Cappelle in stile gotico
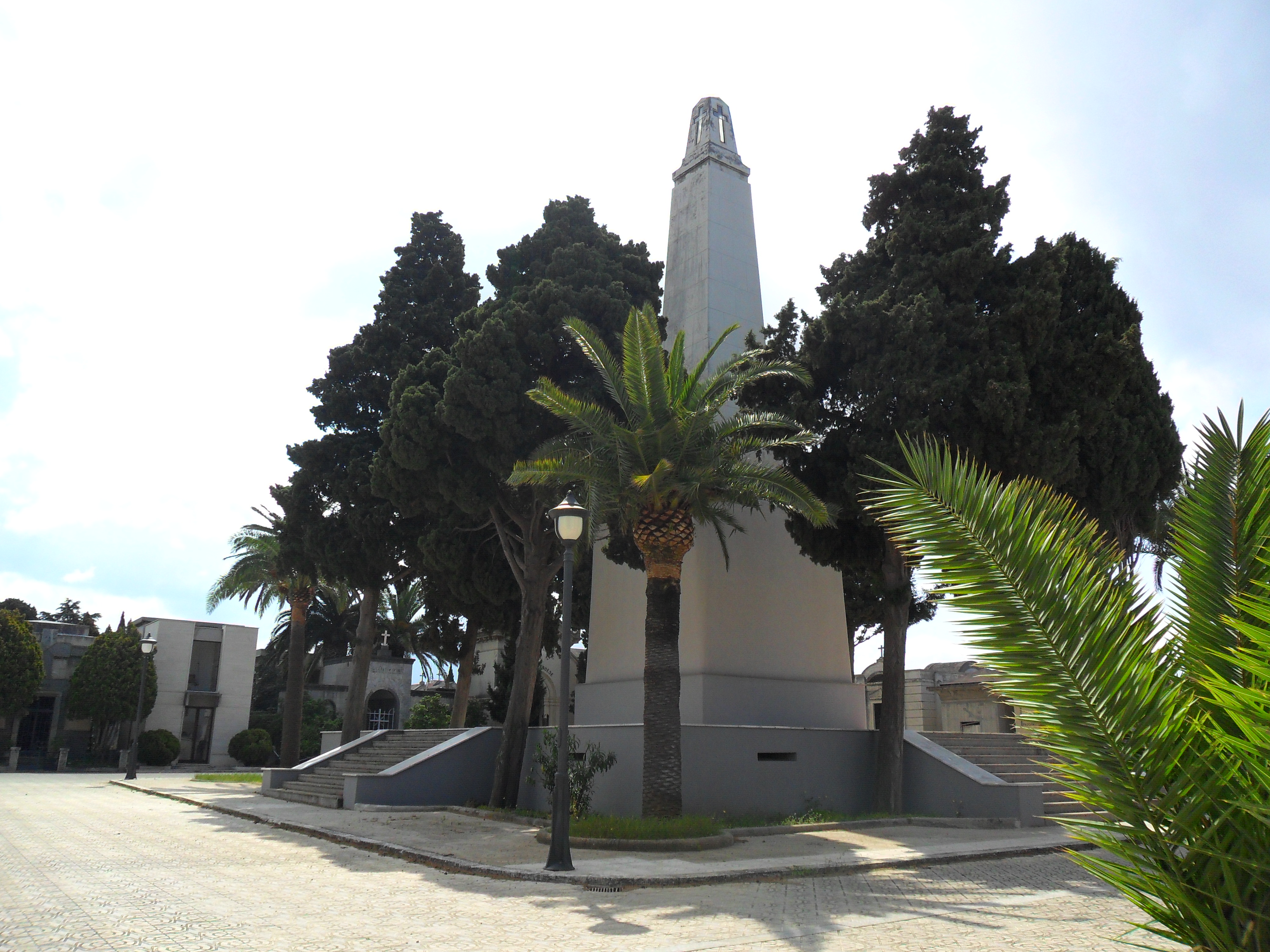
Obelisco
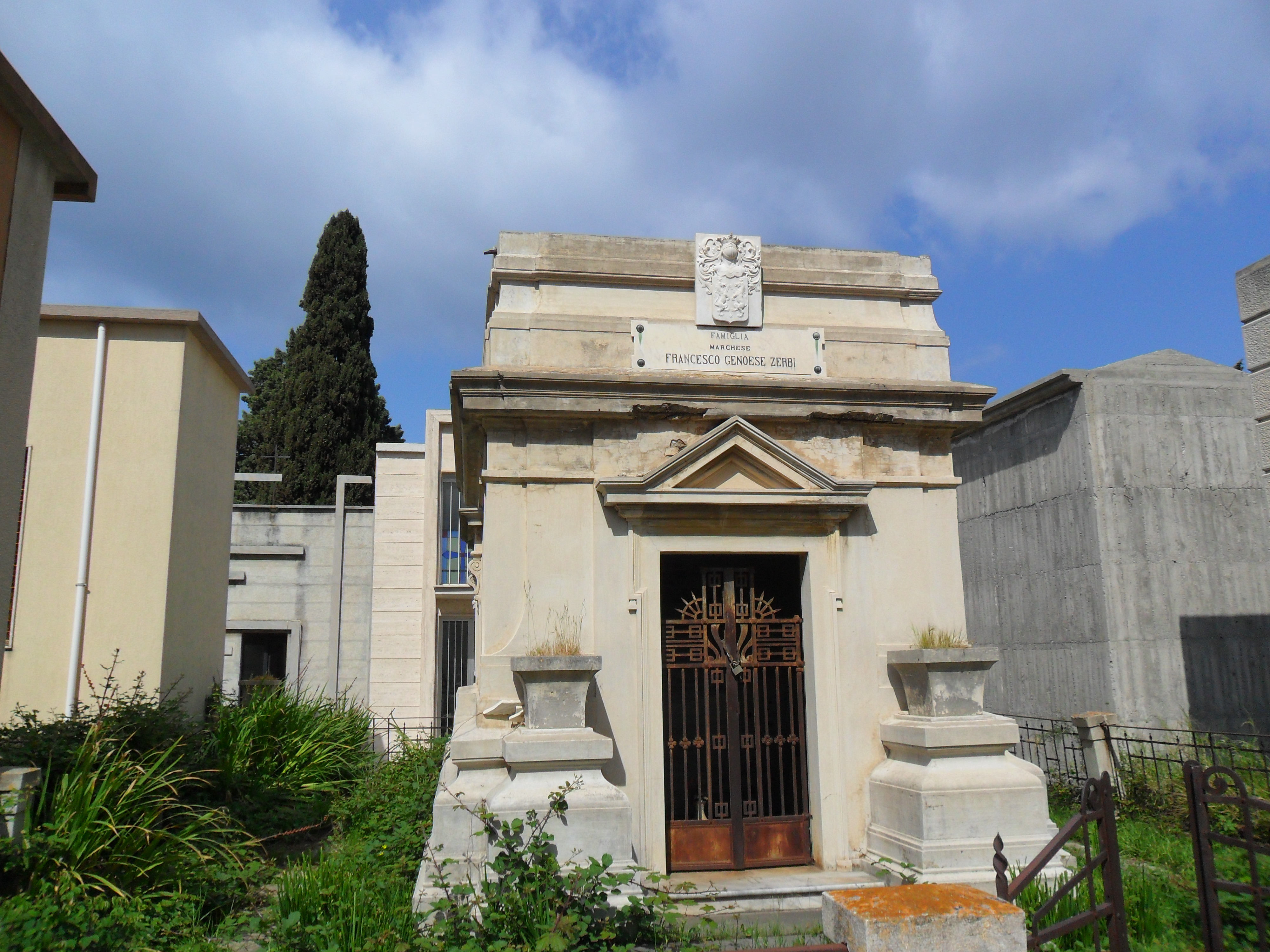
Cappella Famiglia Genoese Zerbi
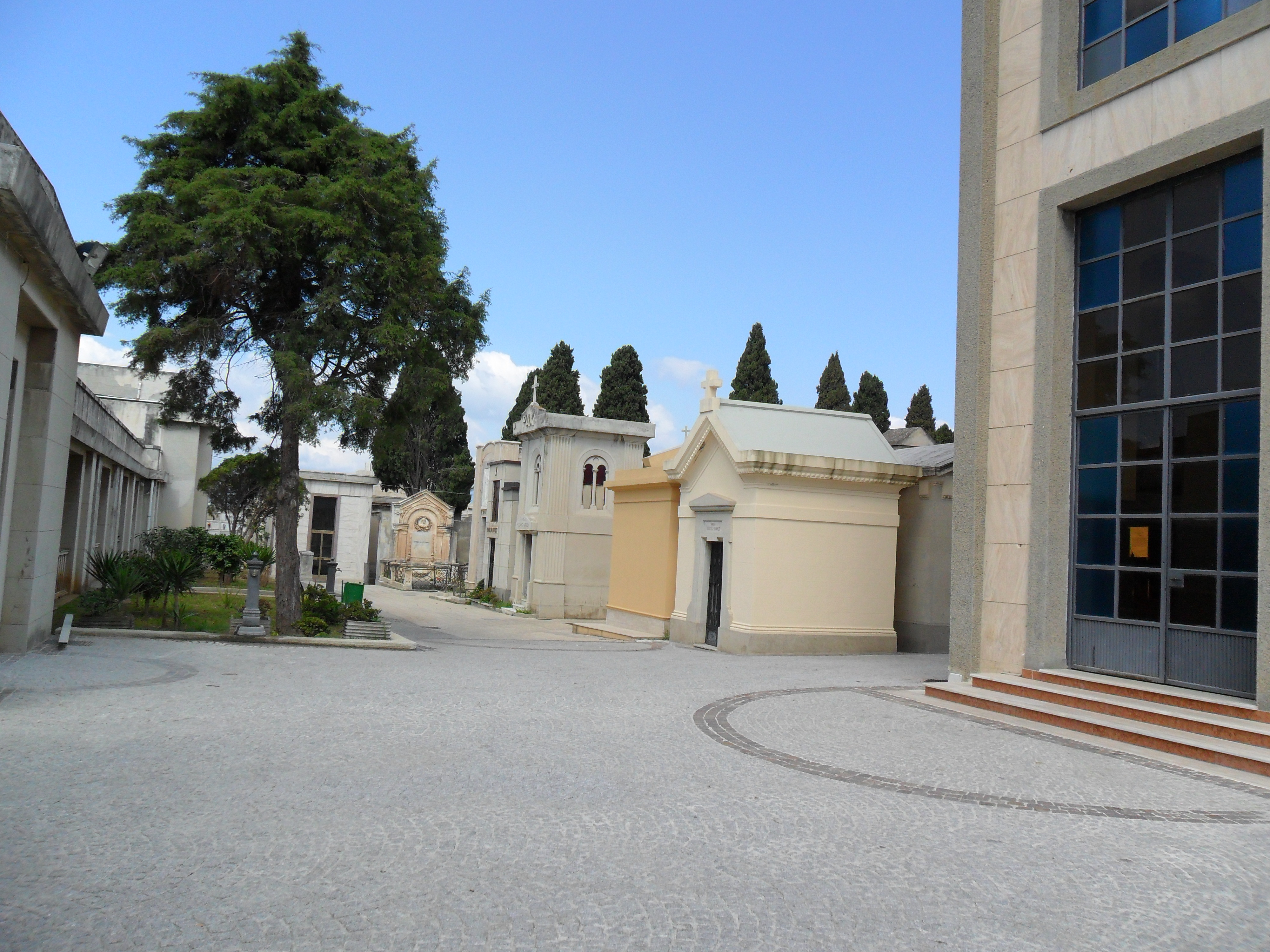
ingresso cimitero
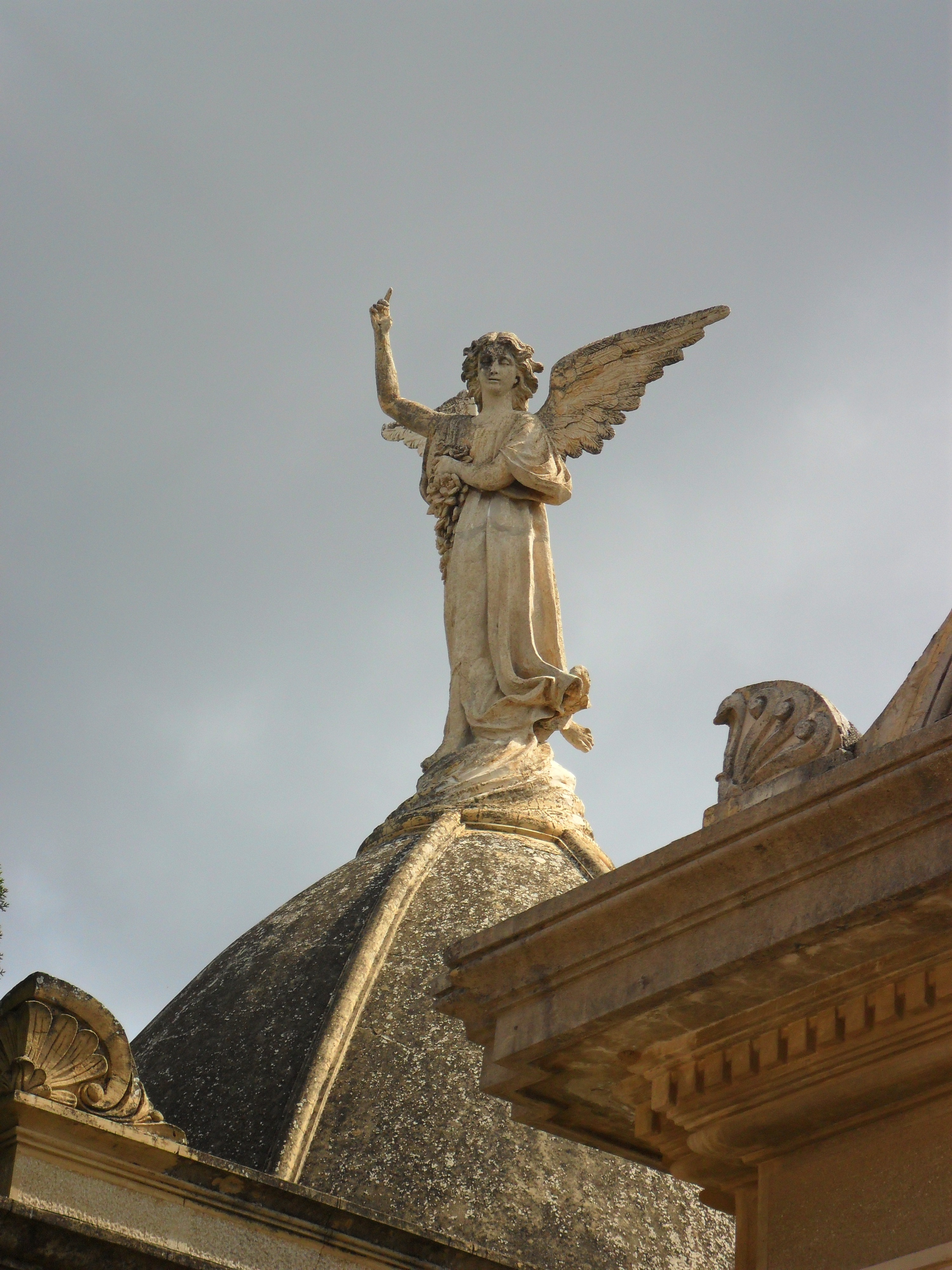
Statua monumentale